# Camp Wood
Camp Wood – miasto w Stanach Zjednoczonych, w stanie Teksas, w hrabstwie Real.